# 뤼데스하이머 플라츠역
뤼데스하이머 플라츠역(U-Bahnhof Rüdesheimer Platz)은 베를린 샤를로텐부르크빌머스도르프구 빌머스도르프에 있는 U3의 역이다. 빌머스도르프의 라인가우피어텔(Rheingauviertel)에 있는 뤼데스하이머 슈트라세 아래에 역사가 위치해 있다. 1913년 10월 12일에 개통했다.

## 역사
빌머스도르프-달렘 도시철도(Wilmersdorf-Dahlemer-Untergrundbahn)의 비텐베르크플라츠-틸플라츠 구간 개통 당시 영업을 시작했다. 역사 설계는 빌헬름 라이트게벨(Wilhelm Leitgebel)이 담당했다. 인접한 역인 브라이텐바흐플라츠역 및 하이델베르거 플라츠역과 유사한 양식으로 건설되었고, 지하 역사의 테마를 포도 재배로 삼았다. 일대 지역의 도로명 역시 독일의 포도 재배 지역과 유사하다. 승강장 중앙에는 화강암으로 마감된 8각형 기둥과 원형 지지대가 있으며, 사각형 구역으로 나뉘어 있는 천장을 지지한다. 각각 사각형 구역 중앙에는 조명이 설치되어 있다. 승강장 외벽은 광고판 설치를 염두에 둔 사각형 구역과 역명판이 설치되어 있는 반원형 구역으로 나뉘어 있다. 각 구역 사이와 승강장 위쪽으로는 포도잎과 포도송이, 곤충, 파충류를 주제로 한 부조가 설치되어 있다.
출입구 두 곳은 뤼데스하이머 슈트라세 중앙의 교통섬으로 이어지며, 위쪽에 조명등이 장착된 석재 기둥이 양쪽에 설치되어 있다. 금속 재질의 역사 차단문에는 포도, 성 안드레아 십자, 로제트가 장식되어 있다. 역 건설과 동시기에 지상 광장 일대의 재조성 공사가 진행되어, 3-4층 규모 주택이 광장 일대에 조성되었다.
제2차 세계 대전으로 인하여 역과 역 출입구가 파괴되었다. 역 출입구는 1945년 이후 간단한 형태로 재건축되었다. 1987년부터 1988년까지의 개보수 공사에서 역을 원래 상태로 복원했으나, 포도 재배 사진은 그래피티 예술로 대체되었다. 2006년부터 2007년까지의 개보수 공사에서는 승강장 바닥을 아스팔트에서 밝은 화강암 재질로 교체하고 점자 블록을 설치했다. 모자이크 타일, 도색 작업 등을 포함한 전체 공사 예산은 약 100만 유로였다. 역 중앙의 차장실은 반달리즘 방지용으로 에나멜 코팅 패널로 마감되었다. 목재 벤치 3개와 남부 출입구 일부는 역 건설 당시 원형을 보존하고 있다.
2018년 5월에 엘리베이터를 착공하여 2019년 6월 20일부터 운영을 시작했다. 설치 예산은 약 120만 유로이다.

## 인접 철도역
베를린 버스 186번과 환승할 수 있다.
| 베를린 지하철 3호선                 | 베를린 지하철 3호선 | 베를린 지하철 3호선                          |
| ----------------------------------- | ------------------- | -------------------------------------------- |
| 브라이텐바흐플라츠 크루메 랑케 방면 | U3                  | 하이델베르거 플라츠 바르샤우어 슈트라세 방면 |